# 藍天陵墓

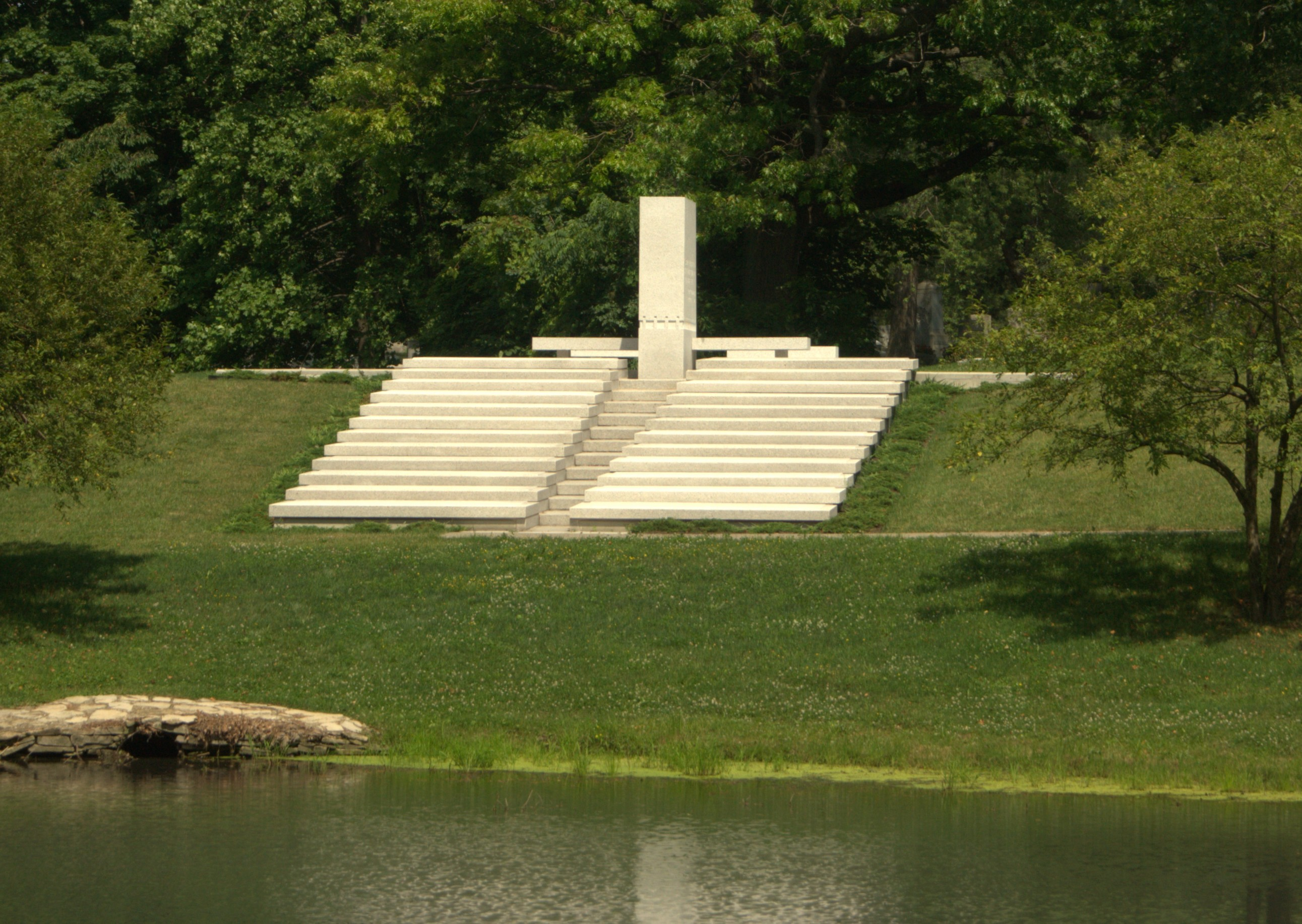
藍天陵墓外觀

42°55′23″N 78°51′45″W / 42.922972°N 78.862562°W
藍天陵墓（英語：Blue Sky Mausoleum）位於水牛城森林草坪公墓，建造於2004年。以建築師弗蘭克·賴特1928年的設計為原型。該陵墓是達爾文·馬丁（Darwin D. Martin）委託弗蘭克·賴特進行四個建案中的最後一個，其他的則是達爾文·馬丁之家，拉金行政大樓和避暑別墅格雷克利夫。

## 外部連結
- 官方网站